# パチャカマック遺跡
パチャカマック遺跡(スペイン語：Santuario Arqueológico de Pachacamac, 英語：Archaeological Sanctuary of Pachacamac)は、ペルーのリマ郡ルリン地区(パチャカマック地区の南隣)の海岸近くの丘陵にある考古遺跡保護区である。

## 文化的側面
パチャカマック遺跡は首都圏リマの中心より約40キロ南東のルリン川の谷にある約600ヘクタールの区域である。紀元200年頃より崇められていたこの世の創造神パチャカマック(Pacha Kamaq)にちなんで命名された。この場所はその後、スペインの侵略まで約1300年にわたり栄えた。現代、当地においてペルー国政府文化省パチャカマック遺跡博物館が、考古学的遺産の研究と保全を行ない、また、知識の普及に貢献する活動を続けている。

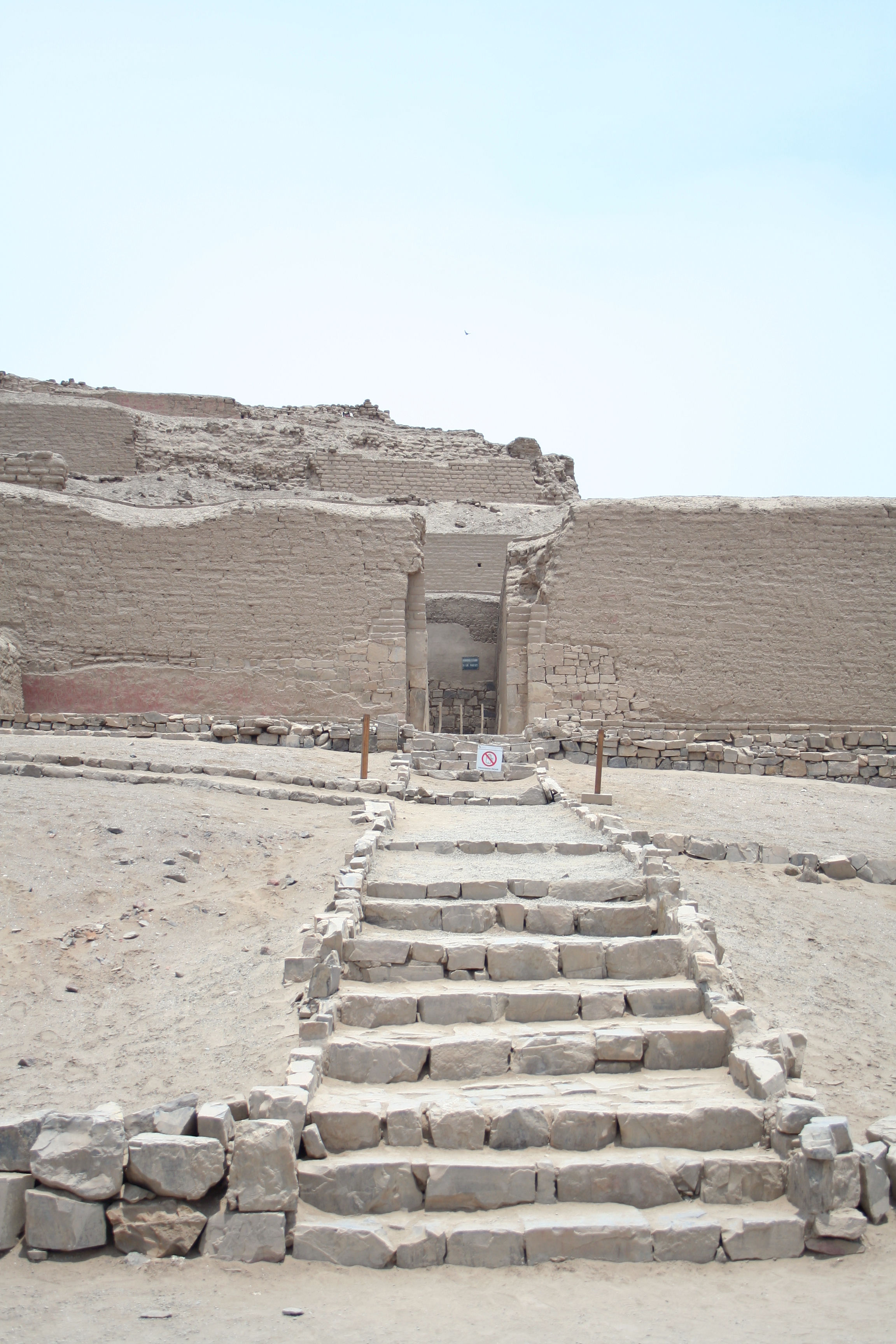
太陽の神殿 入口　Templo del Sol
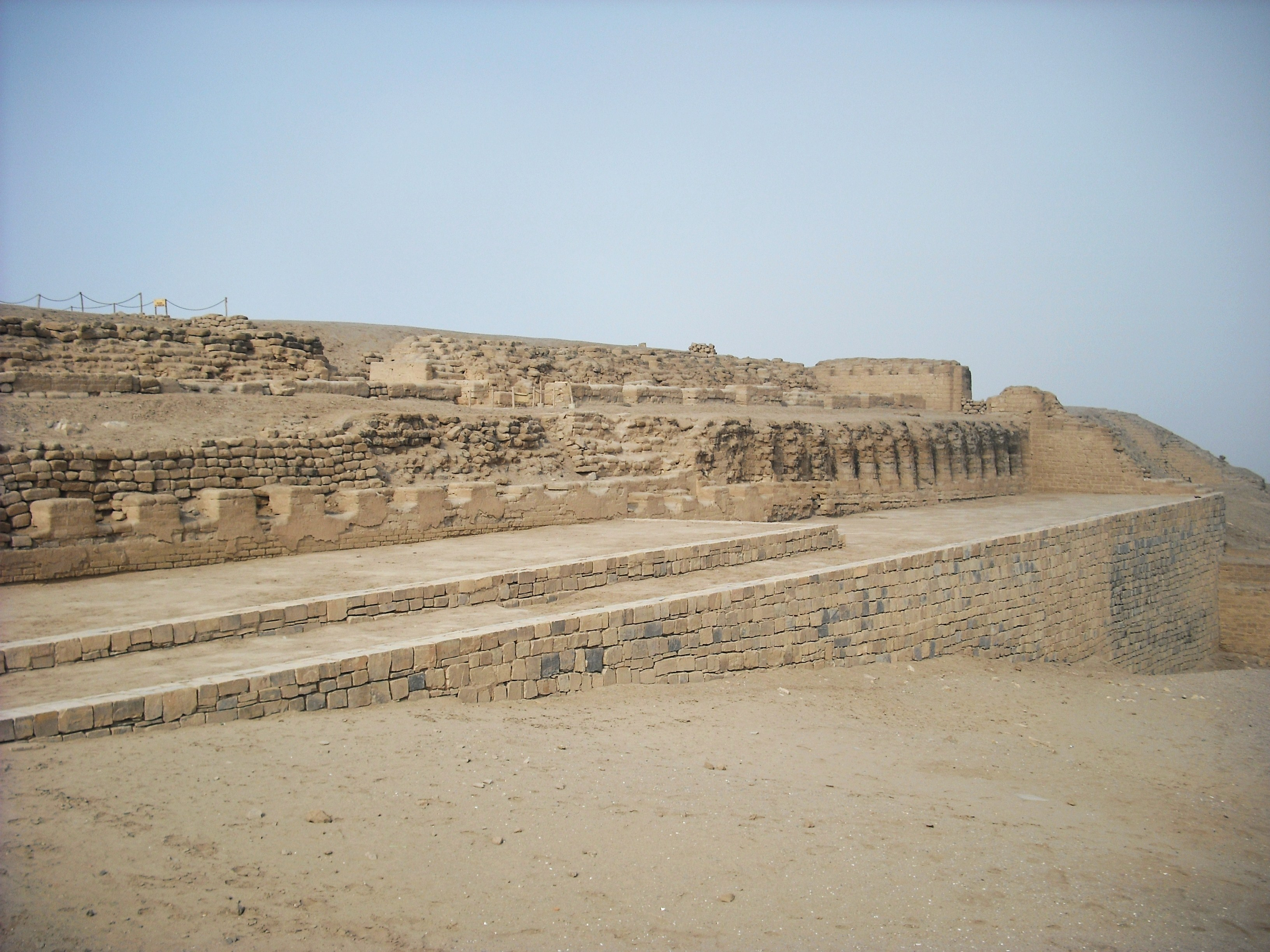
太陽の神殿 海側正面　Templo del Sol
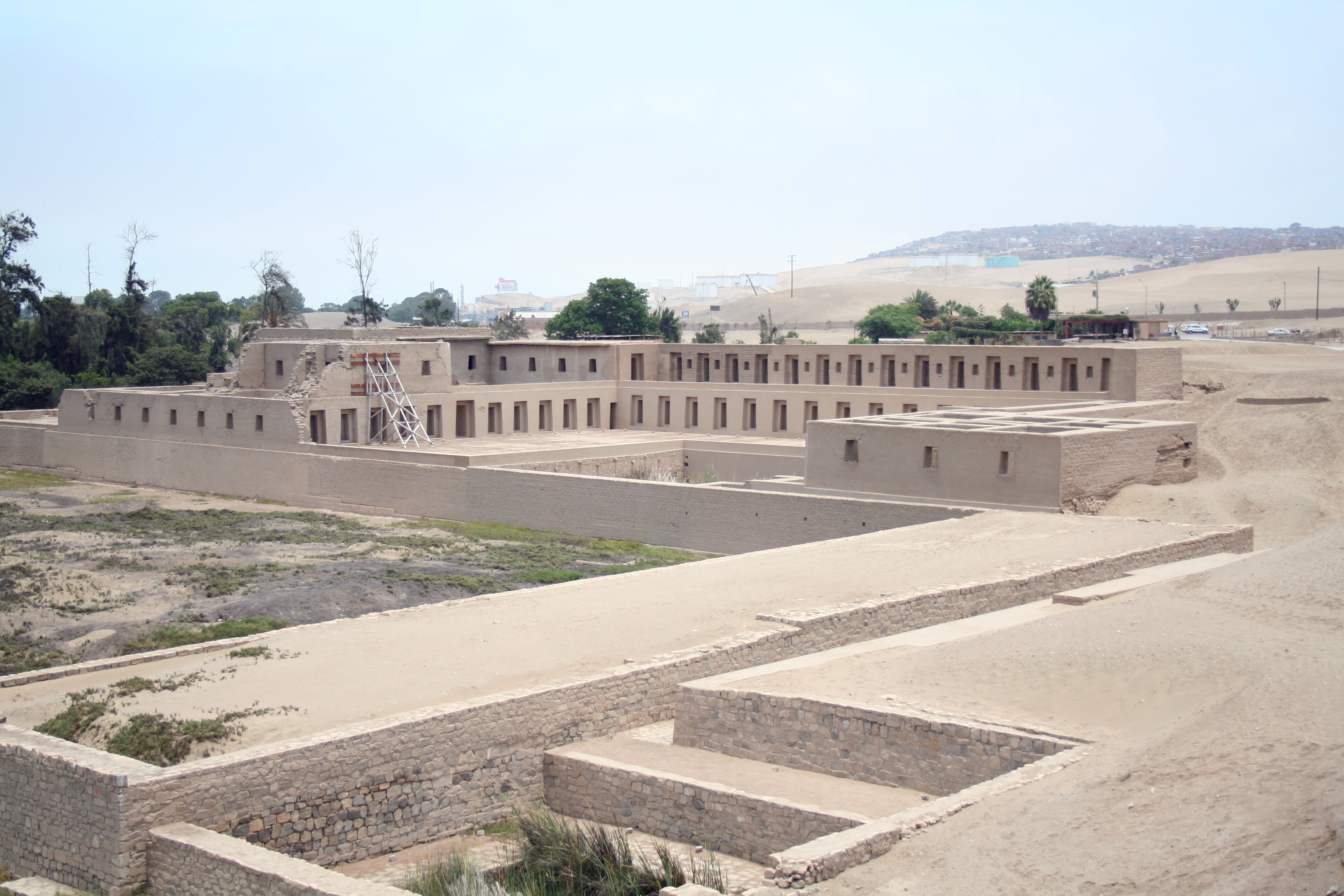
聖なる乙女の館 遠景　Acllawasi